# 2013年のメジャーリーグベースボール
2013年のメジャーリーグベースボール（2013ねんのメジャーリーグベースボール）では2013年のメジャーリーグベースボール（MLB）における動向をまとめる。
2012年のメジャーリーグベースボール - 2013年のメジャーリーグベースボール - 2014年のメジャーリーグベースボール

## できごと

### 1月
- 9日
  - アメリカ野球殿堂の全米野球記者協会による表彰者投票結果が発表され、この年は殿堂入り該当者なしとなった。殿堂入り選手が一人も選出されなかったのは1996年以来17年ぶり、8度目[1]
- 28日
  - 北海道日本ハムファイターズからFA権を行使した田中賢介がサンフランシスコ・ジャイアンツに入団[2]

### 2月
- 4日
  - アリゾナ・ダイヤモンドバックスなどで先発投手として活躍し、2006年にはサイ・ヤング賞に輝いたブランドン・ウェブが現役引退[3]
- 7日
  - ボストン・レッドソックスが、MLBでは初となる日本語による公式Twitterを開始[4]
- 8日
  - カナダ野球殿堂が、日本ハムファイターズやトロント・ブルージェイズなどで外野手として活躍したロブ・デューシー、元エクスポズのティム・レインズらの殿堂入りを発表[5]
- 11日
  - 福岡ソフトバンクホークスからMLB移籍を目指して自由契約となっていた岡島秀樹が、オークランド・アスレチックスとマイナー契約で合意[6]
- 13日
  - ボストン・レッドソックスからFAになっていた松坂大輔が、クリーブランド・インディアンスとマイナー契約[7]
  - シアトル・マリナーズがフェリックス・ヘルナンデスとMLB史上最高額となる総額1億7500万ドルで7年契約[8]
- 19日
  - アトランタ・ブレーブスは、2012年限りで引退したチッパー・ジョーンズの背番号10を永久欠番とすることを発表[9]
- 21日
  - クリーブランド・インディアンスは、元内野手のカルロス・バイエガと、元GMのジョン・ハート（英語版）の球団殿堂入りを発表[10]
  - テキサス・レンジャーズは、かつて捕手として在籍し、2012年4月に現役引退したイバン・ロドリゲスのGM特別補佐就任を発表[11]

### 3月
- 2日
  - ニューヨーク・ヤンキースのイチローが、春季キャンプ地のフロリダ州タンパで乗用車運転中に接触事故[12]
- 4日
  - ロサンゼルス・エンゼルス・オブ・アナハイムは、マイナー契約で春季キャンプに招待選手で参加していた小林宏之を解雇[13]
  - レッドソックスは、田澤純一と1年契約で合意[14]
- 9日
  - MLB歴代最多の609セーブポイントを挙げたニューヨーク・ヤンキースのマリアノ・リベラが今シーズン限りの現役引退を表明[15]
- 26日
  - クリーブランド・インディアンスとマイナー契約し、3月24日に自由契約になっていた松坂大輔が同球団と再度マイナー契約[16]
- 29日
  - デトロイト・タイガースはジャスティン・バーランダーとの2014年までの契約をさらに5年延長。2019年まで7年契約で、総額1億8000万ドル。メジャーリーグの投手としては史上最高額[17]

### 4月
- 1日
  - シカゴ・カブスの藤川球児が対ピッツバーグ・パイレーツ戦の9回に3対1で2死一、三塁の場面でメジャーリーグ初登板し、2球で中飛に打ち取り、メジャーでの初セーブ[18]
  - 今季よりア・リーグ西地区に移ったヒューストン・アストロズが対テキサス・レンジャーズとの開幕戦で8対2で勝利し、ア・リーグ初勝利とともに球団通算4000勝[19]
- 2日
  - テキサス・レンジャーズのダルビッシュ有はの対アストロズ戦に先発登板。9回2死まで完全試合だったものの、27人目の打者のマーウィン・ゴンザレスに安打を打たれて、完全試合を逃す[20]
- 7日
  - サンフランシスコ・ジャイアンツのマット・ケインが対セントルイス・カージナルス戦の4回に、球団としては1902年以来111年ぶりに1イニング9失点[21]
- 8日
  - テキサス・レンジャースのジョー・ネイサンが対タンパベイ・レイズ戦で通算300セーブ[22]
- 10日
  - ボストン・レッドソックスは対ボルチモア・オリオールズ戦で満員とならなかった為、本拠地フェンウェイ・パークでのチケットの連続完売記録が794試合でストップ。レギュラーシーズンでは北米4大プロスポーツリーグ最長記録だった[23]
- 14日
  - フィラデルフィア・フィリーズのロイ・ハラデイが対マイアミ・マーリンズ戦（マーリンズ・パーク）で通算200勝[24]
  - シカゴ・カブスはシアトル・マリナーズからウエイバー公示されていたキャメロン・ローの獲得を発表。2009年にはソフトバンクでプレー。
- 16日
  - シカゴ・カブスが高橋尚成に戦力外を通告[25]
- 19日
  - テキサス・レンジャーズのダルビッシュ有が対シアトル・マリナーズ戦（レンジャーズ・ボールパーク）で日米通算1500奪三振[26]
- 30日
  - アトランタ・ブレーブスのティム・ハドソンが対ワシントン・ナショナルズ戦で通算200勝。ハドソンは同試合で本塁打を打っており、200勝達成試合で本塁打を記録したのはメジャーリーグ史上2人目[27]
  - テキサス・レンジャースのダルビッシュ有が対シカゴ・ホワイトソックス戦に勝利し、月間5勝目。日本人投手の4月に5勝は史上2人目[28]、4月終了時点のシーズン通算奪三振58はア・リーグ史上3位[29]

### 5月
- 21日
  - ロサンゼルス・エンゼルス・オブ・アナハイムのマイク・トラウトが対シアトル・マリナーズ戦でサイクル安打を達成。21歳288日での達成はメジャーリーグ史上6番目の若さで、ア・リーグ最年少記録[30]
- 25日
  - サンフランシスコ・ジャイアンツのアンヘル・パガンが対コロラド・ロッキーズ戦でサヨナラランニング本塁打。メジャーリーグでは2004年のタンパベイ・レイズのレイ・サンチェス以来、9年ぶり[31]

### 6月
- 5日
  - ミルウォーキー・ブルワーズの青木宣親が対オークランド・アスレチックス戦で日米通算1500本安打（日本プロ野球1284、メジャー216）[32]
- 6日
  - ニューヨーク・ヤンキースはドラフト会議で2巡目指名でランチョ・バーナード高の日本人、加藤豪将を指名[33]
- 7日
  - ニューヨーク・ヤンキースの黒田博樹が対シアトル・マリナーズ戦で日米通算2000奪三振（日本プロ野球1257、メジャー743）[34]
- 11日
  - ロサンゼルス・ドジャース対アリゾナ・ダイヤモンドバックス戦で、6回から7回にかけて双方で死球が出て、7回裏にザック・グレインキーがイアン・ケネディから死球を受けて両軍で乱闘となり、ドジャースの打撃コーチのマーク・マグワイアらが退場処分[35]
- 12日
  - MLB機構は2014年3月22日、23日にオーストラリアで史上初の公式戦を開催する事を発表、ロサンゼルス・ドジャース対アリゾナ・ダイヤモンドバックスの開幕戦2試合をシドニーで行う。アメリカ、カナダ以外での公式戦開催は、日本、メキシコ、プエルトリコに次いで4カ国目[36]
- 16日
  - デトロイト・タイガースのトリー・ハンターが対ミネソタ・ツインズ戦でメジャーリーグ通算300本塁打[37]
- 21日
  - テキサス・レンジャースの建山義紀がニューヨーク・ヤンキースにトレード移籍[38]
- 22日
  - シカゴ・カブスの高橋尚成がコロラド・ロッキースにトレード移籍[39]

### 7月
- 1日
  - ニューヨーク・ヤンキースのアンディ・ペティットが対ミネソタ・ツインズ戦で球団新記録の通算1958奪三振[40]
- 2日
  - シンシナティ・レッズのホーマー・ベイリーが対サンフランシスコ・ジャイアンツ戦で自身2度目のノーヒットノーラン達成[41]
  - トロント・ブルージェイズは王建民に戦力外通告[42]
- 3日
  - テキサス・レンジャースは6月に台湾の義大を退団したマニー・ラミレスとマイナー契約したと発表[43]
  - ニューヨーク・ヤンキースのCC・サバシアが対ミネソタ・ツインズ戦でメジャーリーグ通算200勝[44]
- 7日
  - MLBオールスターゲームの出場選手が発表され、日本人選手ではダルビッシュ有と岩隈久志が出場[45]
- 9日
  - シカゴ・ホワイトソックスのアレックス・リオスが対デトロイト・タイガース戦でア・リーグタイ記録の9イニングで6安打（単打5本、三塁打1本）[46]
- 13日
  - サンフランシスコ・ジャイアンツのティム・リンスカムが対サンディエゴ・パドレス戦でノーヒットノーラン達成[47]
- 14日
  - ニューヨーク・ヤンキースのイチローが対ミネソタ・ツインズ戦でメジャーリーグ通算2000試合出場[48]
- 16日
  - MLBオールスターゲームがシティ・フィールドで行われ、3対0でア・リーグが勝利。MVPは今年度限りでの引退を表明しているニューヨーク・ヤンキースのマリアノ・リベラが獲得[49]
- 17日
  - サンディエゴ・パドレスは元職員で、NFLマイアミ・ドルフィンズの元球団社長のマイク・ディーの球団社長就任を発表[50]
- 22日
  - メジャーリーグ機構はバイオジェネシス・スキャンダルに関連して発覚した薬物規定違反でミルウォーキー・ブルワーズのライアン・ブラウンを薬物規定違反で今季残り試合の出場停止処分[51]
- 23日
  - ミルウォーキー・ブルワーズのフランシスコ・ロドリゲスとボルチモア・オリオールズのマイナー選手と交換トレードが発表[52]
- 26日
  - ニューヨーク・ヤンキースはシカゴ・カブスからアルフォンソ・ソリアーノを獲得した事を発表、ソリアーノは10年ぶりにヤンキースに復帰[53]
- 28日
  - 松井秀喜はニューヨーク・ヤンキースと1日限定のマイナー契約し、対タンパベイ・レイズ戦の試合前に引退セレモニーが行われた[54]
- 29日
  - デトロイト・タイガースはヒューストン・アストロズのホセ・ベラスをマイナー選手とのトレードで獲得した事を発表。またアトランタ・ブレーブスはロサンゼルス・エンゼルス・オブ・アナハイムからスコット・ダウンズをマイナー選手とのトレードで獲得した事を発表[55]

### 8月
- 5日
  - メジャーリーグ機構はバイオジェネシス・スキャンダルによって発覚した薬物規定違反でニューヨーク・ヤンキースのアレックス・ロドリゲスに2014年シーズン終了までの出場停止処分、以下の12名の選手に50試合出場停止処分を下した。テキサス・レンジャースのネルソン・クルーズ、デトロイト・タイガースのジョニー・ペラルタ、サンディエゴ・パドレスのエバース・カブレラとファウティノ・デロスサントス、ニューヨーク・ヤンキースのフランシスコ・セルベーリとフェルナンド・マルティネス、フィラデルフィア・フィリーズのアントニオ・バスタルド、シアトル・マリナーズのヘスス・モンテロ、ヒューストン・アストロズのセルジオ・エスカローナ、ニューヨーク・メッツのジョーダニー・バルデスピンとシーザー・プエロ、とフリーエージェントのジョーダン・ノルベルト。A・ロドリゲス以外の12名は処分を受け入れるとしており、A・ロドリゲスは処分を不服として異議申し立ての方針を示している[56]A・ロドリゲスに対する出場停止処分は同月8日からとなるが、異議申し立てをしてる間は出場可能が認められ、A・ロドリゲスは5日の対シカゴ・ホワイトソックス戦で今季初出場し、4打数1安打[57]
- 7日
  - ニューヨーク・ヤンキースのアルフォンソ・ソリアーノが米日通算2000本安打（NPB2、MLB1998）、日本プロ野球名球会入りの有資格者となった[58]
- 12日
  - フィラデルフィア・フィリーズの監督のチャーリー・マニエルが対アトランタ・ブレーブス戦で監督として通算1000勝[59]
- 16日
  - フィラデルフィア・フィリーズは監督のチャーリー・マニエルの解任を発表[59]
- 17日
  - カンザスシティ・ロイヤルズのミゲル・テハダが禁止薬物のアンフェタミンの陽性反応が出たとして105試合出場停止処分[60]
- 20日
  - クリーブランド・インディアンスは傘下AAA所属の松坂大輔との契約を解除したと発表[61]
- 21日
  - ニューヨーク・ヤンキースのイチローが対トロント・ブルージェイズ戦の初回の第1打席で日米通算4000安打を記録（NPB1278、MLB2722）[62][63]。
- 22日
  - ニューヨーク・メッツは松坂大輔の獲得を発表[64]
- 24日
  - アリゾナ・ダイヤモンドバックス対フィラデルフィアフィリーズ戦はダイヤモンドバックス球団史上最長の7時間6分、延長18回に12対7で勝利した[65]
- 27日
  - ニューヨーク・ヤンキースのアルフォンソ・ソリアーノが対トロント・ブルージェイズ戦でメジャーリーグ通算400本塁打[66]

### 9月
- 3日
  - ピッツバーグ・パイレーツは対ミルウォーキー・ブルワーズ戦に勝利し81勝57敗とし、今シーズンの勝ち越しを決めて、シーズン連続負け越しのメジャーリーグ記録[67]を20で止めた[68]
- 4日
  - ボストン・レッドソックスのデビッド・オルティーズが対デトロイト・タイガース戦でメジャーリーグ通算2000安打[69]
- 6日
  - サンフランシスコ・ジャイアンツはこの日までに田中賢介に戦力外通告[70]
- 11日
  - ボストン・レッドソックスの上原浩治が対タンパベイ・レイズ戦で球団新記録の34者連続アウト[71]
- 14日
  - コロラド・ロッキーズの球団公式サイトなどがトッド・ヘルトンの今季限りでの現役引退を表明した事を伝えた[72]
- 16日
  - ロサンゼルス・ドジャースはエディオン愛工大OB BLITZの日本人投手の沼田拓巳とマイナー契約を結んだ事を発表[73]
- 17日
  - 日本野球連盟は前日ロサンゼルス・ドジャースとマイナー契約をしたエディオン愛工大OB BLITZの沼田拓巳について、同クラブの了承を経ず社会人登録を抹消していない状態で契約した事を問題視する声明を発表[74]
  - ボストン・レッドソックスの上原浩治が対ボルチモア・オリオールズ戦に9回から登板し、先頭打者のダニー・バレンシアに中越三塁打を打たれ、8月17日からの連続アウトが37でストップ[75]
- 20日
  - ボストン・レッドソックスが対トロント・ブルージェイズ戦に6対3で勝利し、6年ぶりア・リーグ東地区で優勝達成[76]
  - ニューヨーク・ヤンキースのアンディ・ペティットが今季限りでの現役引退を発表[77]
- 22日
  - この日、2位のワシントン・ナショナルズが敗れた為、アトランタ・ブレーブスが8年ぶりにア・リーグ東地区優勝[78]
  - この日、テキサス・レンジャースがカンザスシティ・ロイヤルズに敗れたため、オークランド・アスレチックスが2年連続でア・リーグ西地区優勝[78]
  - ニューヨーク・ヤンキースのマリアノ・リベラの引退式がヤンキースタジアムで行われ、リベラの背番号42が永久欠番になる事が発表された[79]
- 23日
  - ナ・リーグ中地区のピッツバーグ・パイレーツとシンシナティ・レッズが勝利し、両チームのプレーオフ進出が決定[80]
- 24日
  - デトロイト・タイガースが対ミネソタ・ツインズ戦に勝利し、ア・リーグプレーオフ進出が決定[81]
- 25日
  - デトロイト・タイガースがミネソタ・ツインズに1対0で勝利し、ア・リーグ中地区で3年連続地区優勝達成[82]
- 26日
  - MLBコミッショナーのバド・セリグが任期満了に伴い、2015年1月24日付で退任する事を明らかにした[83]
- 27日
  - セントルイス・カージナルスがシカゴ・カブスに7対0で勝利し、4年ぶりナ・リーグ中地区優勝達成。6回にはカージナルスのマット・ホリデイがメジャーリーグ通算250号本塁打[84]
  - シアトル・マリナースは監督のエリック・ウェッジが球団に退団を申し入れ、球団が了承した事を発表[85]
- 29日
  - タンパベイ・レイズがトロント・ブルージェイズに7対6で勝利し、ア・リーグのワイルドカード争いはレイズとテキサス・レンジャースが同率で並び、1試合の決定戦が行われることになった[86]
  - ナ・リーグレギュラーシーズン公式戦の全日程が終了[87]
- 30日
  - シカゴ・カブスは監督のデール・スウェイムを解任した事を発表した[88]
  - ア・リーグのワイルドカードゲーム決定戦はタンパベイ・レイズがテキサス・レンジャースを5対2で破り、ワイルドカードゲーム進出が決定[89]
  - フロリダ・マーリンズのヘンダーソン・アルバレスがシーズン最終戦の対デトロイト・タイガース戦において、9回裏2死満塁から暴投によるサヨナラ勝利で、ノーヒット・ノーラン達成。シーズン最終戦での達成はメジャー史上4人目、サヨナラ暴投での達成は61年ぶり史上2度目[90]
  - ア・リーグレギュラーシーズン公式戦の全日程が終了[91]
  - ヒューストン・アストロズは球団ワースト記録の111敗で、シーズン1535三振はMLBワースト記録[91]

### 10月
- 1日
  - ナ・リーグプレーオフのワイルドカードゲームはピッグバーグ・パイレーツがシンシナティ・レッズに6対2で勝利し、地区シリーズ進出決定[92]
  - ニューヨーク・メッツは監督のテリー・コリンズと契約を2015年まで2年間延長したと発表した。2016年は球団が契約の選択権を持つ[93]
  - MLB機構は今季の観客動員を発表し、前年比1.1%減の7402万6895人で歴代6位。球団別最多はナ・リーグのロサンゼルス・ドジャースの374万3527人、ア・リーグ最多はニューヨーク・ヤンキースの327万9589人[94]
- 2日
  - ア・リーグプレーオフのワイルドカードゲームはタンパベイ・レイズがクリーブランド・インディアンスに4対0で勝利し、地区シリーズ進出決定[95]
- 6日
  - ナ・リーグの地区シリーズでロサンゼルス・ドジャースがアトランタ・ブレーブスで、柳賢振が韓国人で初のポストシーズンで先発し、3回4失点で降板も、試合はドジャースがポストシーズン球団最多得点タイ記録の13対6で勝利[96]
- 7日
  - ナ・リーグのプレーオフの地区シリーズ第4戦はロサンゼルス・ドジャースがアトランタ・ブレーブスに4対3で勝利し、3勝1敗でリーグ優勝決定シリーズ進出決定[97]
- 8日
  - ア・リーグのプレーオフの地区シリーズ第4戦はボストン・レッドソックスがタンパベイ・レイズに3対1で勝利して、3勝1敗でリーグ優勝決定シリーズ進出決定[98]
- 9日
  - ナ・リーグのプレーオフの地区シリーズ第5戦はセントルイス・カージナルスがピッグバーグ・パイレーツに6対1で勝利して、3勝2敗でリーグ優勝決定シリーズ進出決定[99]
- 10日
  - ア・リーグのプレーオフの地区シリーズ第5戦、デトロイト・タイガースがオークランド・アスレチックスに3対0で勝利し、3勝2敗で2年連続リーグ優勝決定シリーズ進出決定[100][101]
- 14日
  - MLBは審判員のウォーリー・ベルの死去を発表、今季ナ・リーグ地区シリーズの審判もつとめたばかり[102]
- 15日
  - ア・リーグ優勝決定シリーズ第3戦で、デトロイト・タイガースのジャスティン・バーランダーがポストシーズン新記録6度目の2桁奪三振。またタイガースのミゲル・カブレラがこの試合4打数無安打で、ポストシーズン最長の連続出塁記録が32でストップ。試合はボストン・レッドソックスがタイガースに0対1で勝利[103]
- 16日
  - ロサンゼルス・エンゼルス・オブ・アナハイムの打撃コーチに今季アリゾナ・ダイヤモンドバックスの同職のドン・ベイラーが就任[104]
- 17日
  - テキサス・レンジャースはCEOのノーラン・ライアンが10月をもって同職を退く事を発表した[105]
- 18日
  - ナ・リーグの優勝決定シリーズ第6戦（セントルイス）はセントルイス・カージナルスがロサンゼルス・ドジャースに9対0で勝利し、4勝2敗で2年ぶり19度目のワールドシリーズ進出決定[106]。
- 19日
  - ア・リーグのリーグ優勝決定シリーズの第6戦は、ボストン・レッドソックスがデトロイト・タイガースに5対2で勝利し、4勝2敗で6年ぶり13度目のワールドシリーズ進出決定。MVPは上原浩治[107]。
- 21日
  - デトロイト・タイガースの監督のジム・リーランドの辞任を発表、9月に今季限りの退任の意向を球団に示していた[108]
- 22日
  - ロサンゼルス・ドジャースはベンチコーチのトレイ・ヒルマンの解任を発表[109]。
- 26日
  - ロベルト・クレメンテ賞にセントルイス・カージナルスのカルロス・ベルトランを選出、この日のワールドシリーズ第3戦の試合前に表彰が行われた[110]
  - ワールドシリーズ第3戦は4対4で迎えた9回裏1死二、三塁の場面で、セントルイス・カージナルスのジョン・ジェイの二ゴロで三塁走者が本塁でアウトになり、捕手が三塁に投げた際に送球がそれ、三塁手のウィル・ミドルブルックスが二塁走者アレン・クレイグと接触し、ウィルの走塁妨害の判定となりクレイグの本塁生還が認められ、カージナルスがボストン・レッドソックスにサヨナラ勝ち[111]。走塁妨害でのサヨナラゲームはワールドシリーズ史上初[112]
- 27日
  - ワールドシリーズ第4戦が行われ、ボストン・レッドソックスがセントルイス・カージナルスに4対2で勝利し2勝2敗とし、6番手で9回から登板した上原浩治が日本人投手ではシリーズ初のセーブを記録[113]。
- 29日
  - ミルウォーキー・ブルワーズは、今季で2年契約が終了する青木宣親との契約を1年延長することを発表した[114]
  - ワールドシリーズの第5戦が行われ、ボストン・レッドソックスが9回裏2死の場面で上原浩治が一塁走者を牽制死で試合終了、4対2でセントルイス・カージナルスに勝利。牽制球による試合終了はワールドシリーズ史上初。[112]
  - ボルチモア・オリオールズの打撃コーチにデーブ・ウォレスが就任[115]
  - シカゴ・ホワイトソックスはキューバから亡命のホセ・アブレイユと6年6800万ドルで契約[115]
- 30日
  - ワールドシリーズの第6戦が行われ、ボストン・レッドソックスがセントルイス・カージナルスに6対1で勝利し、4勝2敗で6年ぶり8度目の優勝達成。レッドソックスが本拠地で優勝したのは95年ぶり。MVPはデビッド・オルティーズ[116]
- 31日
  - ワシントン・ナショナルズは新監督に今季アリゾナ・ダイヤモンドバックスの三塁コーチを務めたマット・ウィリアムズの就任を発表[117]

### 11月
- 3日
  - デトロイト・タイガースは新監督に、サンディエゴ・パドレスでゼネラルマネジャー特別補佐を務めたブラッド・オースマスの就任を発表[118]
- 4日
  - MLBの今年のカムバック賞は、今季限りで現役を引退したニューヨーク・ヤンキースのマリアノ・リベラが受賞 [119]
- 5日
  - シアトル・マリナーズは新監督に今季デトロイト・タイガースの打撃コーチを務めたロイド・マクレンドンの就任を発表[120]
- 6日
  - シカゴ・カブスの新監督に今季サンディエゴ・パドレスでベンチコーチを務めたリック・レンテリアが就任する事が、アメリカの複数のメディアが伝えた[121]
- 7日
  - シカゴ・カブスはエドガー・レンテリアの監督就任を発表[122]
  - MLBは今年の最優秀守備選手に、ア・リーグはボストン・レッドソックスのダスティン・ペドロイア、ナ・リーグはアリゾナ・ダイヤモンドバックスのジェラルド・パーラを選出、[123]
- 11日
  - MLBは今年の最優秀新人に、ア・リーグはタンパベイ・レイズのウィル・マイヤーズ、ナ・リーグはフロリダ・マーリンズのキューバのホセ・フェルナンデスを選出。キューバ出身選手の受賞は史上初[124]
- 13日
  - MLBは今年のサイ・ヤング賞に、ア・リーグはデトロイト・タイガースのマックス・シャーザー、ナ・リーグはロサンゼルス・ドジャースのクレイトン・カーショウを選出[125]
- 14日
  - MLBは今年のMVPに、ア・リーグはデトロイト・タイガースのミゲル・カブレラ、ナ・リーグはピッグバーグ・パイレーツのアンドリュー・マカッチェンが選出[126]
- 19日
  - カンザスシティ・ロイヤルズは今季までメッツ傘下でプレーしたフランシスコ・ペーニャを獲得、父は元ロイヤルズ監督などをつとめたトニー・ペーニャ[127]
  - サンフランシスコ・ジャイアンツはアトランタ・ブレーブスからFAのティム・ハドソンと2年契約で合意したことを発表[128]
  - トロント・ブルージェイズからFAのジョシュ・ジョンソンがサンディエゴ・パドレスと800万ドルの1年契約に合意[129]
  - テキサス・レンジャースからFAのデビッド・マーフィーがクリーブランド・インディアンスと2年総額1000万ドルで契約合意[129]
  - ニューヨーク・メッツからFAのラトロイ・ホーキンスがコロラド・ロッキーズと250万ドルの1年契約で合意[129]
- 20日
  - テキサス・レンジャースのイアン・キンズラーとデトロイト・タイガースのプリンス・フィルダーの交換トレードが発表[130]
  - 2005年サイ・ヤング賞を受賞し、メジャーリーグ通算144勝のセントルイス・カージナルスのクリス・カーペンターが現役引退を表明[131]
- 21日
  - MLBは最優秀救援投手にアトランタ・ブレーブスのクレイグ・キンブレルを選出したことを発表。4勝3敗50セーブで、25歳での50セーブはメジャーリーグ史上最年少記録[132]
- 22日
  - ロサンゼルス・エンゼルス・オブ・アナハイムのピーター・ボージャスと外野手と、セントルイス・カージナルスのデビッド・フリース、フェルナンド・サラスのトレードが発表[133]
  - オークランド・アスレチックスからFAのクリス・ヤングがニューヨーク・メッツと1年725万ドルで契約合意したと複数のアメリカメディアが伝えた[134]
- 23日
  - ニューヨーク・ヤンキースはアトランタ・ブレーブスからFAのブライアン・マキャンの獲得の合意したことを、ニューヨーク・デイリーニューズなどアメリカの複数のメディアが伝えた[135]
- 24日
  - ロサンゼルス・ドジャースはワシントン・ナショナルズからFAのダン・ハレンと契約に合意したと、FOXスポーツ（電子版）が伝えた[136]
  - セントルイス・カージナルスはデトロイト・タイガースからFAのジョニー・ペラルタと契約合意したと、ESPN（電子版）が報じた[137]
- 25日
  - クリーブランド・インディアンスはテキサス・レンジャースのデビッド・マーフィーを獲得したことを発表[138]
- 26日
  - 野球殿堂入り候補者が発表され、野茂英雄が日本人選手として初の候補に選出[139]
  - ロサンゼルス・エンゼルス・オブ・アナハイムがクリーブランド・インディアンスからFAのジョー・スミスとの契約に合意したことをAP通信が報じた[140]
- 27日
  - ロサンゼルス・ドジャースからFAのリッキー・ノラスコがミネソタ・ツインズと4年総額4900万ドルで契約合意[141]
  - クリーブランド・インディアンスからFAのジョー・スミスがロサンゼルス・エンゼルス・オブ・アナハイムと3年総額1575万ドルで契約合意[141]
  - メジャーリーグ通算130勝のロサンゼルス・ドジャースのテッド・リリーが現役引退を表明[141]
- 30日
  - ニューヨーク・ヤンキースからFAのフィル・ヒューズがミネソタ・ツインズと3年総額2400万ドルで契約合意[142]
  - ボルチモア・オリオールズがサンフランシスコ・ジャイアンツのジョニー・モネルを金銭トレードで獲得[143]

### 12月
- 2日
  - クリーブランド・インディアンスからFAのスコット・カズミアーがオークランド・アスレチックスと総額2200万ドルの2年契約で合意した、とCBSスポーツ（電子版）が伝えた[144]
- 12月3日
  - ア・リーグで2年連続最多セーブのボルチモア・オリオールズのジム・ジョンソンとオークランド・アスレチックスのジェマイル・ウィークスら2選手の交換トレードが両球団から発表[145]
  - テキサス・レンジャースからFAのA・J・ピアジンスキーがボストン・レッドソックスと1年825万ドルで契約合意[146]
  - ボストン・レッドソックスからFAのジャロッド・サルタラマッキアがフロリダ・マーリンズと3年総額2100万ドルで契約合意[146]
  - タンパベイ・レイズは三角トレードでアリゾナ・ダイヤモンドバックスのヒース・ベルとシンシナティ・レッズのライアン・ハニガンを獲得[146]
  - ピッグバーグ・パイレーツからFAのジャスティン・モルノーがコロラド・ロッキースと2年総額1300万ドルで契約合意したことをCBSスポーツ（電子版）が伝えた[147]
- 4日
  - デトロイト・タイガースはテキサス・レンジャースからFAのジョー・ネイサンと2年総額2000万ドルで契約合意したことを発表[148]
- 5日
  - セントルイス・カージナルスからFAのエドワード・ムヒカがボストン・レッドソックスと2年総額950万ドルで契約合意したことをMLB公式サイトが伝えた[149]
  - ミルウォーキー・ブルワーズは青木宣親とカンザスシティ・ロイヤルズのウィル・スミスとの交換トレードを発表[150]
- 6日
  - ニューヨーク・ヤンキースからFAのロビンソン・カノがシアトル・マリナーズと10年総額2億4千万ドルで契約合意、同じくヤンキースからFAのカーティス・グランダーソンがニューヨーク・メッツと4年総額6千万ドルで契約合意したことをCBSスポーツ（電子版）などが伝えた[151]
  - ヒューストン・アストロズはボルチモア・オリオールズからFAのスコット・フェルドマンがと3年契約で合意したことを発表、MLB公式サイトによれば総額3千万ドル[151]
  - セントルイス・カージナルスからFAのカルロス・ベルトランがニューヨーク・ヤンキースと3年総額4500万ドルで契約合意したことをCBSスポーツ（電子版）などが伝えた[152]
  - テキサス・レンジャースはトロント・ブルージェイズを自由契約のJ・P・アレンシビアと年俸180万ドルの1年契約で基本合意したとESPNが伝えた[153]
- 9日 - メジャーリーグ通算203勝、サイ・ヤング賞2度のロイ・ハラデイがトロント・ブルージェイズと1日契約を結んで、現役引退を表明[154]
  - アメリカ野球殿堂はメジャーリーグの拡張期に貢献した関係者を表彰する殿堂入りの投票結果を発表。ジョー・トーリ、ボビー・コックス、トニー・ラルーサの3名が選出[155]
- 10日
  - トロント・ブルージェイズからFAのラージャイ・デービスがデトロイト・タイガースと2年契約総額1000万ドルで契約合意したとMLB公式サイトが伝えた[156]
  - 最優秀指名打者賞にボストン・レッドソックスのデビッド・オルティーズが2年ぶり7度目の選出[157]
- 11日
  - 規則委員会は本塁上での危険な激突行為を禁止することを投票で決めた。選手会の合意が得られれば来季から採用される[158]
  - オークランド・アスレチックスからFAのバートロ・コローンがニューヨーク・メッツと2年総額2000万ドルで契約合意したことをESPNの電子版が伝えた[159]
- 12日
  - ボルチモア・オリオールズからFAのマイケル・モースがサンフランシスコ・ジャイアンツと1年契約の年俸500万ドルで契約合意したことをESPNの電子版が伝えた[160]
  - テキサス・レンジャースはウィンターミーティングで行われたルール5ドラフトで、アメリカンフットボール（NFL）のシアトル・シーホークスのスターQBのラッセル・ウィルソンを指名。2010年にコロラド・ロッキーズに指名され入団し2年プレー。その後フットボールに専念し、2012年にシーホークス入りしていた[161]
- 13日
  - デトロイト・タイガースからFAのオマー・インファンテがカンザスシティ・ロイヤルズと4年総額3000万ドルで契約合意したことをESPNの電子版が伝えた[162]
  - ニューヨーク・ヤンキースからFAのブーン・ローガンがコロラド・ロッキーズと3年総額1650万ドルで契約合意したことをAP通信などが伝えた[163]
  - ピッグバーグ・パイレーツからFAのジャスティン・モルノーがコロラド・ロッキーズと2年1250万ドルで契約合意[164]
  - クリーブランド・インディアンスからFAのジェイソン・クベルがミネソタ・ツインズとマイナー契約[164]
- 16日
  - ロサンゼルス・ドジャースをFAのマーク・エリスがセントルイス・カージナルスと1年525万ドルで契約合意[165]
  - シカゴ・ホワイトソックスをFAのガビン・フロイドがアトランタ・ブレーブスと1年400万ドルで契約合意[165]
  - アリゾナ・ダイヤモンドバックスのマット・デビッドソンとシカゴ・ホワイトソックスのアディソン・リードが交換トレード[165]
- 17日
  - オークランド・アスレチックスをFAのグラント・バルフォアがボルチモア・オリオールズと2年総額1500万ドルで契約合意[166]
  - デトロイト・タイガースからFAのホセ・ベラスがデトロイト・タイガースと1年385万ドルで契約合意[166]
  - ボルチモア・オリオールズからFAのブライアン・ロバーツがニューヨーク・ヤンキースと1年200万ドルで契約合意[166]
  - ボストン・レッドソックスからFAのマット・ソーントンがニューヨーク・ヤンキースと2年700万ドルで契約合意[166]
  - ボストン・レッドソックスは前NPB千葉ロッテマリーンズの渡辺俊介とマイナー契約[166]
- 18日
  - テキサス・レンジャースは田中賢介とマイナー契約[167]
  - ボルチモア・オリオールズは17日に契約を結んだグラント・バルフォアと契約しないことを発表。身体検査で手術歴のある右肩に異常が見つかったためとされる[167]
  - MLB機構はボルチモア・オリオールズのトロイ・パットンがドーピング検査でアンフェタミンに陽性反応を示したとして、出場停止25試合の処分を科した[167]
- 19日
  - マイアミ・マーリンズは前NPB東北楽天ゴールデンイーグルスのケーシー・マギーと1年契約110万ドルプラス出来高払いで契約合意[168]
- 20日
  - ミネソタ・ツインズがカート・スズキと1年275万ドルで契約合意したとAP通信などが伝えた[169]
- 22日
  - シンシナティ・レッズからFAの秋信守がテキサス・レンジャースと7年総額1億3000万ドルで契約合意[170]
- 23日
  - クリーブランド・インディアンスからFAのクリス・ペレスがロサンゼルス・ドジャースと1年230万ドルで契約したことをESPNが伝えた[171]
- 27日
  - シアトル・マリナーズからFAのラウル・イバニェスが・ロサンゼルス・エンゼルス・オブ・アナハイムと1年275万ドルで契約合意[172]
- 12月27日 - デトロイト・タイガースからFAのホセ・ベラスがシカゴ・カブスと1年385万ドルで契約合意[172]
- 28日
  - ロサンゼルス・ドジャースのヤシエル・プイグがフロリダ州で車を運転し、64キロの速度超過で危険運転の容疑で逮捕、今年4月にも同容疑で逮捕されていた[173]

## 試合結果

### レギュラーシーズン

#### アメリカンリーグ
| 順     | チーム                                     | 勝利   | 敗戦   | 勝率   | G差    |
| 東地区 | 東地区                                     | 東地区 | 東地区 | 東地区 | 東地区 |
| ------ | ------------------------------------------ | ------ | ------ | ------ | ------ |
| 1      | ボストン・レッドソックス                   | 97     | 65     | .599   | –      |
| 2      | タンパベイ・レイズ                         | 92     | 71     | .564   | 5.5    |
| 3      | ボルチモア・オリオールズ                   | 85     | 77     | .525   | 12     |
| 3      | ニューヨーク・ヤンキース                   | 85     | 77     | .525   | 12     |
| 5      | トロント・ブルージェイズ                   | 74     | 88     | .457   | 23     |
| 中地区 |                                            |        |        |        |        |
| 1      | デトロイト・タイガース                     | 93     | 69     | .574   | –      |
| 2      | クリーブランド・インディアンス             | 92     | 70     | .568   | 1      |
| 3      | カンザスシティ・ロイヤルズ                 | 86     | 76     | .531   | 7      |
| 4      | ミネソタ・ツインズ                         | 66     | 96     | .407   | 27     |
| 5      | シカゴ・ホワイトソックス                   | 63     | 99     | .389   | 30     |
| 西地区 |                                            |        |        |        |        |
| 1      | オークランド・アスレチックス               | 96     | 66     | .593   | –      |
| 2      | テキサス・レンジャーズ                     | 91     | 72     | .558   | 5.5    |
| 3      | ロサンゼルス・エンゼルス・オブ・アナハイム | 78     | 84     | .481   | 18     |
| 4      | シアトル・マリナーズ                       | 71     | 91     | .438   | 25     |
| 5      | ヒューストン・アストロズ                   | 51     | 111    | .315   | 45     |

- レイズ対レンジャーズの2013年のアメリカンリーグ第2ワイルドカード決定プレイオフによって、レイズが第2ワイルドカードを獲得

#### ナショナルリーグ
| 順     | チーム                         | 勝利   | 敗戦   | 勝率   | G差    |
| 東地区 | 東地区                         | 東地区 | 東地区 | 東地区 | 東地区 |
| ------ | ------------------------------ | ------ | ------ | ------ | ------ |
| 1      | アトランタ・ブレーブス         | 96     | 66     | .593   | –      |
| 2      | ワシントン・ナショナルズ       | 86     | 76     | .531   | 10     |
| 3      | ニューヨーク・メッツ           | 74     | 88     | .457   | 22     |
| 4      | フィラデルフィア・フィリーズ   | 73     | 89     | .451   | 23     |
| 5      | マイアミ・マーリンズ           | 62     | 100    | .383   | 34     |
| 中地区 |                                |        |        |        |        |
| 1      | セントルイス・カージナルス     | 97     | 65     | .599   | –      |
| 2      | ピッツバーグ・パイレーツ       | 94     | 68     | .580   | 3      |
| 3      | シンシナティ・レッズ           | 90     | 72     | .556   | 7      |
| 4      | ミルウォーキー・ブルワーズ     | 74     | 88     | .457   | 23     |
| 5      | シカゴ・カブス                 | 66     | 96     | .407   | 31     |
| 西地区 |                                |        |        |        |        |
| 1      | ロサンゼルス・ドジャース       | 92     | 70     | .568   | –      |
| 2      | アリゾナ・ダイヤモンドバックス | 81     | 81     | .500   | 11     |
| 3      | サンディエゴ・パドレス         | 76     | 86     | .469   | 16     |
| 4      | サンフランシスコ・ジャイアンツ | 76     | 86     | .469   | 16     |
| 5      | コロラド・ロッキーズ           | 74     | 88     | .457   | 18     |

### オールスターゲーム
- 右側がホームチーム
- アメリカンリーグ 3 - 0 ナショナルリーグ

MVP：マリアノ・リベラ

### ポストシーズン
|  | ディビジョンシリーズ         | ディビジョンシリーズ       |                          |   | リーグチャンピオンシップシリーズ | リーグチャンピオンシップシリーズ |  |  | ワールドシリーズ | ワールドシリーズ |
|  |                              |                            |                          |   |                                  |                                  |  |  |                  |                  |
|  |                              |                            |                          |   |                                  |                                  |  |  |                  |                  |
|  |                              |                            |                          |   |                                  |                                  |  |  |                  |                  |
|  | ボストン・レッドソックス     | 3                          |                          |   |                                  |                                  |  |  |                  |                  |
|  | ボストン・レッドソックス     | 3                          |                          |   |                                  |                                  |  |  |                  |                  |
|  | タンパベイ・レイズ           | 1                          |                          |   |                                  |                                  |  |  |                  |                  |
|  | タンパベイ・レイズ           | 1                          | ボストン・レッドソックス | 4 |                                  |                                  |  |  |                  |                  |
|  | アメリカンリーグ             |                            | ボストン・レッドソックス | 4 |                                  |                                  |  |  |                  |                  |
|  |                              | デトロイト・タイガース     | 2                        |   |                                  |                                  |  |  |                  |                  |
|  | オークランド・アスレチックス | デトロイト・タイガース     | 2                        | 2 |                                  |                                  |  |  |                  |                  |
|  | オークランド・アスレチックス |                            |                          | 2 |                                  |                                  |  |  |                  |                  |
|  | デトロイト・タイガース       | 3                          |                          |   |                                  |                                  |  |  |                  |                  |
|  | デトロイト・タイガース       | 3                          | ボストン・レッドソックス | 4 |                                  |                                  |  |  |                  |                  |
|  |                              |                            | ボストン・レッドソックス | 4 |                                  |                                  |  |  |                  |                  |
|  |                              | セントルイス・カージナルス | 2                        |   |                                  |                                  |  |  |                  |                  |
|  | アトランタ・ブレーブス       | セントルイス・カージナルス | 2                        | 1 |                                  |                                  |  |  |                  |                  |
|  | アトランタ・ブレーブス       |                            |                          | 1 |                                  |                                  |  |  |                  |                  |
|  | ロサンゼルス・ドジャース     | 3                          |                          |   |                                  |                                  |  |  |                  |                  |
|  | ロサンゼルス・ドジャース     | 3                          | ロサンゼルス・ドジャース | 2 |                                  |                                  |  |  |                  |                  |
|  | ナショナルリーグ             |                            | ロサンゼルス・ドジャース | 2 |                                  |                                  |  |  |                  |                  |
|  |                              | セントルイス・カージナルス | 4                        |   |                                  |                                  |  |  |                  |                  |
|  | セントルイス・カージナルス   | セントルイス・カージナルス | 4                        | 3 |                                  |                                  |  |  |                  |                  |
|  | セントルイス・カージナルス   |                            |                          | 3 |                                  |                                  |  |  |                  |                  |
|  | ピッツバーグ・パイレーツ     | 2                          |                          |   |                                  |                                  |  |  |                  |                  |
|  | ピッツバーグ・パイレーツ     | 2                          |                          |   |                                  |                                  |  |  |                  |                  |

#### ワイルドカードプレーオフ
- 右側がホームチーム

- レイズ 4 - 0 インディアンス
- レッズ 2 - 6 パイレーツ

#### ディビジョンシリーズ
- 右側がホームチーム

| 10/ 4 – | レイズ         | 2 | - | 12 |  | レッドソックス |
| 10/ 5 – | レイズ         | 4 | - | 7  |  | レッドソックス |
| 10/ 7 – | レッドソックス | 4 | - | 5  |  | レイズ         |
| 10/ 8 – | レッドソックス | 3 | - | 1  |  | レイズ         |

| 10/ 4 – | タイガース     | 3 | - | 2 |  | アスレチックス |
| 10/ 5 – | タイガース     | 0 | - | 1 |  | アスレチックス |
| 10/ 7 – | アスレチックス | 6 | - | 3 |  | タイガース     |
| 10/ 8 – | アスレチックス | 6 | - | 8 |  | タイガース     |
| 10/10 – | タイガース     | 3 | - | 0 |  | アスレチックス |

| 10/ 3 – | パイレーツ   | 1 | - | 9 |  | カージナルス |
| 10/ 4 – | パイレーツ   | 7 | - | 1 |  | カージナルス |
| 10/ 6 – | カージナルス | 3 | - | 5 |  | パイレーツ   |
| 10/ 7 – | カージナルス | 2 | - | 1 |  | パイレーツ   |
| 10/ 9 – | パイレーツ   | 1 | - | 6 |  | カージナルス |

| 10/ 3 – | ドジャース | 6 | - | 1  |  | ブレーブス |
| 10/ 4 – | ドジャース | 3 | - | 4  |  | ブレーブス |
| 10/ 6 – | ブレーブス | 6 | - | 13 |  | ドジャース |
| 10/ 7 – | ブレーブス | 3 | - | 4  |  | ドジャース |

#### リーグチャンピオンシップシリーズ
| 10/12 – | タイガース     | 1 | - | 0 |  | レッドソックス |
| 10/13 – | タイガース     | 5 | - | 6 |  | レッドソックス |
| 10/15 – | レッドソックス | 1 | - | 0 |  | タイガース     |
| 10/16 – | レッドソックス | 3 | - | 7 |  | タイガース     |
| 10/17 – | レッドソックス | 4 | - | 3 |  | タイガース     |
| 10/19 – | タイガース     | 2 | - | 5 |  | レッドソックス |

| 10/11 – | ドジャース   | 2 | - | 3 |  | カージナルス |
| 10/12 – | ドジャース   | 0 | - | 1 |  | カージナルス |
| 10/14 – | カージナルス | 0 | - | 3 |  | ドジャース   |
| 10/15 – | カージナルス | 4 | - | 2 |  | ドジャース   |
| 10/16 – | カージナルス | 4 | - | 6 |  | ドジャース   |
| 10/18 – | ドジャース   | 0 | - | 9 |  | カージナルス |

### ワールドシリーズ
| 日付                                                                | 試合  | ビジター球団（先攻）       | スコア | ホーム球団（後攻）         | 開催球場             |
| ------------------------------------------------------------------- | ----- | -------------------------- | ------ | -------------------------- | -------------------- |
| 10月23日                                                            | 第1戦 | セントルイス・カージナルス | 1－8   | ボストン・レッドソックス   | フェンウェイ・パーク |
| 10月24日                                                            | 第2戦 | セントルイス・カージナルス | 4－2   | ボストン・レッドソックス   | フェンウェイ・パーク |
| 10月26日                                                            | 第3戦 | ボストン・レッドソックス   | 4－5x  | セントルイス・カージナルス | ブッシュ・スタジアム |
| 10月27日                                                            | 第4戦 | ボストン・レッドソックス   | 4－2   | セントルイス・カージナルス | ブッシュ・スタジアム |
| 10月28日                                                            | 第5戦 | ボストン・レッドソックス   | 3－1   | セントルイス・カージナルス | ブッシュ・スタジアム |
| 10月30日                                                            | 第6戦 | セントルイス・カージナルス | 1－6   | ボストン・レッドソックス   | フェンウェイ・パーク |
| 優勝：ボストン・レッドソックス（8回目） MVP：デビッド・オルティーズ |       |                            |        |                            |                      |

## 個人タイトル

### アメリカンリーグ
| 項目   | 選手                           | 記録 |
| ------ | ------------------------------ | ---- |
| 打率   | ミゲル・カブレラ (DET)         | .348 |
| 本塁打 | クリス・デービス (BAL)         | 53   |
| 打点   | クリス・デービス (BAL)         | 138  |
| 得点   | マイク・トラウト (LAA)         | 109  |
| 安打   | エイドリアン・ベルトレ (TEX)   | 199  |
| 盗塁   | ジャコビー・エルズベリー (BOS) | 52   |

| 項目   | 選手                       | 記録  |
| ------ | -------------------------- | ----- |
| 勝利   | マックス・シャーザー (DET) | 21    |
| 敗戦   | ルーカス・ハレル (HOU)     | 17    |
| 防御率 | アニバル・サンチェス (DET) | 2.57  |
| 奪三振 | ダルビッシュ有 (TEX)       | 277   |
| 投球回 | ジェームズ・シールズ (DET) | 228.2 |
| セーブ | ジム・ジョンソン (BAL)     | 50    |

### ナショナルリーグ
| 項目   | 選手                                                      | 記録 |
| ------ | --------------------------------------------------------- | ---- |
| 打率   | マイケル・カダイアー (COL)                                | .331 |
| 本塁打 | ペドロ・アルバレス (PIT) ポール・ゴールドシュミット (ARI) | 36   |
| 打点   | ポール・ゴールドシュミット (ARI)                          | 125  |
| 得点   | マット・カーペンター（STL）                               | 126  |
| 安打   | マット・カーペンター（STL）                               | 199  |
| 盗塁   | エリック・ヤング・ジュニア (NYM/COL)                      | 46   |

| 項目   | 選手                                                      | 記録  |
| ------ | --------------------------------------------------------- | ----- |
| 勝利   | アダム・ウェインライト (STL) ジョーダン・ジマーマン (WSH) | 19    |
| 敗戦   | エドウィン・ジャクソン (CHC)                              | 18    |
| 防御率 | クレイトン・カーショウ (LAD)                              | 1.83  |
| 奪三振 | クレイトン・カーショウ (LAD)                              | 232   |
| 投球回 | アダム・ウェインライト (STL)                              | 241.2 |
| セーブ | クレイグ・キンブレル (ATL)                                | 50    |

## 表彰

### 全米野球記者協会（BBWAA）表彰
| 表彰         | アメリカンリーグ           | ナショナルリーグ                 |
| ------------ | -------------------------- | -------------------------------- |
| MVP          | ミゲル・カブレラ (DET)     | アンドリュー・マカッチェン (PIT) |
| サイヤング賞 | マックス・シャーザー (DET) | クレイトン・カーショウ (LAD)     |
| 最優秀新人賞 | ウィル・マイヤーズ (TB)    | ホセ・フェルナンデス (MIA)       |
| 最優秀監督賞 | テリー・フランコーナ (CLE) | クリント・ハードル (PIT)         |

### ゴールドグラブ賞
| 守備位置 | アメリカンリーグ                                                                | ナショナルリーグ                                                           |
| -------- | ------------------------------------------------------------------------------- | -------------------------------------------------------------------------- |
| 投手     | R・A・ディッキー (TOR)                                                          | アダム・ウェインライト (STL)                                               |
| 捕手     | サルバドール・ペレス (KC)                                                       | ヤディアー・モリーナ (STL)                                                 |
| 一塁手   | エリック・ホズマー (KC)                                                         | ポール・ゴールドシュミット (ARI)                                           |
| 二塁手   | ダスティン・ペドロイア (BOS)                                                    | ブランドン・フィリップス (CIN)                                             |
| 三塁手   | マニー・マチャド (BAL)                                                          | ノーラン・アレナド (COL)                                                   |
| 遊撃手   | J・J・ハーディ (BAL)                                                            | アンドレルトン・シモンズ (ATL)                                             |
| 外野手   | アレックス・ゴードン (KC) アダム・ジョーンズ (BAL) シェーン・ビクトリーノ (BOS) | カルロス・ゴンザレス (COL) カルロス・ゴメス (MIL) ジェラルド・パーラ (ARI) |

### シルバースラッガー賞
| 守備位置 | アメリカンリーグ                                                        | ナショナルリーグ                                                                   |
| -------- | ----------------------------------------------------------------------- | ---------------------------------------------------------------------------------- |
| 投手     | -                                                                       | ザック・グレインキー (LAD)                                                         |
| 捕手     | ジョー・マウアー (MIN)                                                  | ヤディアー・モリーナ (STL)                                                         |
| 一塁手   | クリス・デービス (BAL)                                                  | ポール・ゴールドシュミット (ARI)                                                   |
| 二塁手   | ロビンソン・カノ (NYY)                                                  | マット・カーペンター (STL)                                                         |
| 三塁手   | ミゲル・カブレラ (DET)                                                  | ペドロ・アルバレス (PIT)                                                           |
| 遊撃手   | J・J・ハーディ (BAL)                                                    | イアン・デズモンド (WSH)                                                           |
| 外野手   | トリー・ハンター (DET) アダム・ジョーンズ（BAL） マイク・トラウト (LAA) | ジェイ・ブルース (CIN) マイケル・カダイアー (COL) アンドリュー・マカッチェン (PIT) |
| 指名打者 | デビッド・オルティーズ (BOS)                                            | -                                                                                  |

### その他表彰
| 表彰                   | アメリカンリーグ       | ナショナルリーグ                 |
| ---------------------- | ---------------------- | -------------------------------- |
| ハンク・アーロン賞     | ミゲル・カブレラ (DET) | ポール・ゴールドシュミット (ARI) |
| ロベルト・クレメンテ賞 | -                      | カルロス・ベルトラン (STL)       |

### アメリカ野球殿堂入り表彰者
ベテランズ委員会選出
- ディーコン・ホワイト
- ジェイコブ・ルパート
- ハンク・オーデイ